# Rudolf Belling
Rudolf Edwin Belling (ur. 26 sierpnia 1886 w Berlinie, zm. 9 czerwca 1972 w Krailling) – niemiecki rzeźbiarz.

## Życiorys
W latach 1892–1901 uczęszczał do szkoły w berlińskiej dzielnicy Steglitz, następnie uczył się w pruskim internacie wojskowym Luisenstift. Ukończył szkołę kupiecką, ale został uczniem w warsztacie rzemiosła artystycznego. Po ukończeniu szkoły rzemieślniczej kształcił się na kursach wieczorowych rysunku i modelowania oraz na wykładach anatomii dla artystów w berlińskiej akademii weterynaryjnej.
W roku 1908 założył wraz z Emilem Kaselowem własną pracownię rzemiosła artystycznego. W roku 1909 uzyskał zlecenia na prace scenograficzne dla Maxa Reinhardta. Dzięki nawiązanym znajomościom w kręgach artystycznych zapoznał się ze sztuką ekspresjonizmu. W jego pracach pojawiły się motywy teatru i tańca. W roku 1911 rzeźbiarz Peter Breuer, profesor rzeźby w Universität der Künste w Berlinie-Charlottenburgu przyjął go na roczny kurs mistrzowski i oddał mu do dyspozycji pracownię. W latach 1915–1917 Belling służył w wojsku na lotnisku Adlershof w pracowni modelowania.
Od 1913 związany z grupą Der Sturm, a w 1918 brał udział w tworzeniu Novembergruppe, w której do roku 1932 był przewodniczącym komisji wystawowej. W latach 20. XX w. zajmował się wystawiennictwem oraz współpracował z wieloma architektami (Bruno Taut, Wassili Luckhardt, Jan Buijs). W roku 1931 został wybrany na członka Pruskiej Akademii Sztuki. W 1933 roku został uznany przez nazistów za twórcę „sztuki zdegenerowanej” przez co był szykanowany m.in. zakazem wystawiania; cztery lata później jego dzieła znalazły się na „wystawie sztuki zdegenerowanej”. W roku 1935 wyjechał do Nowego Jorku, gdzie zaproponowano mu wykłady z zakresu rzeźby.
W roku 1937 uzyskał azyl polityczny w Turcji. W tym samym roku objął stanowisko profesora rzeźby na Uniwersytecie Sztuki w Stambule, a od 1951 był wykładowcą na Wydziale Architektury stambulskiego Uniwersytetu Technicznego. Do Niemiec powrócił dopiero w 1966 i osiedlił się w Krailling koło Monachium.

## Twórczość
Początkowo pozostawał w kręgu ekspresjonizmu. Pod wpływem prac Nauma Gabo, Aleksandra Archipenki i konstruktywistycznych ideałów panujących w Niemczech, zwrócił się ku kubizmowi, futuryzmowi i bardziej abstrakcyjnym formom. W roku 1919 stworzył słynną mahoniową rzeźbę Dreiklang (Trójdźwięk), będącą pierwszym tego rodzaju dziełem w sztuce niemieckiej, stworzonym z myślą o syntezie malarstwa, rzeźby i architektury. Równie reprezentacyjna dla tego okresu artysty jest stworzona w 1923 praca Skulptur 23 (Rzeźba 23) z polerowanego metalu, będąca świadomie sformalizowanym odwzorowaniem ludzkiej postaci, jako zestawu części mechanicznych.
W późniejszym okresie Belling powrócił do bardziej organicznych form, zgodnie z licznymi zamówieniami portretowymi. W latach 40. XX w. jego umiejętność tworzenia heroicznego realizmu w rzeźbie była wykorzystywana w serii projektowanych pomników, w tym naturalnej wielkości brązowego portretu prezydenta Turcji Ismeta Inönü (1944). Po powrocie do Niemiec artysta nie zaprzestał eksploracji granic między figuracją a abstrakcją, czego dowodem są takie prace, jak Segelmotiv I (1959), Symbol der Gemeinsamkeit (1968) czy Schuttblume (1972).

## Galeria

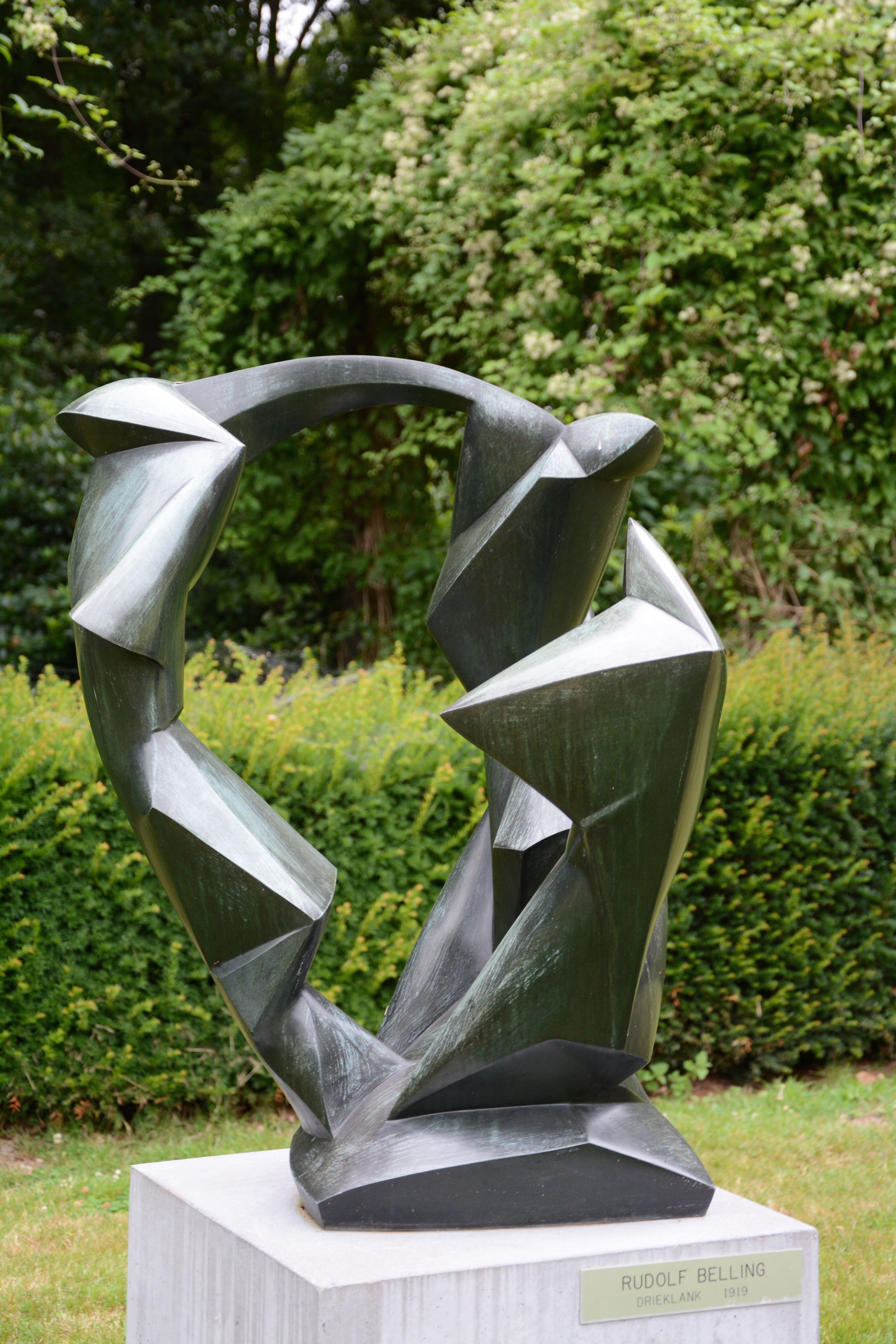
Drieklank (Trójdźwięk), 1919
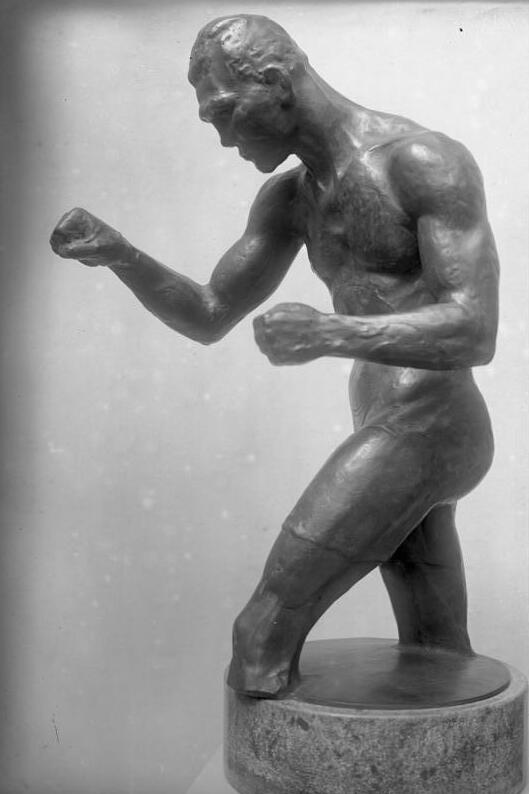
Portret Maxa Schmelingsa, 1929
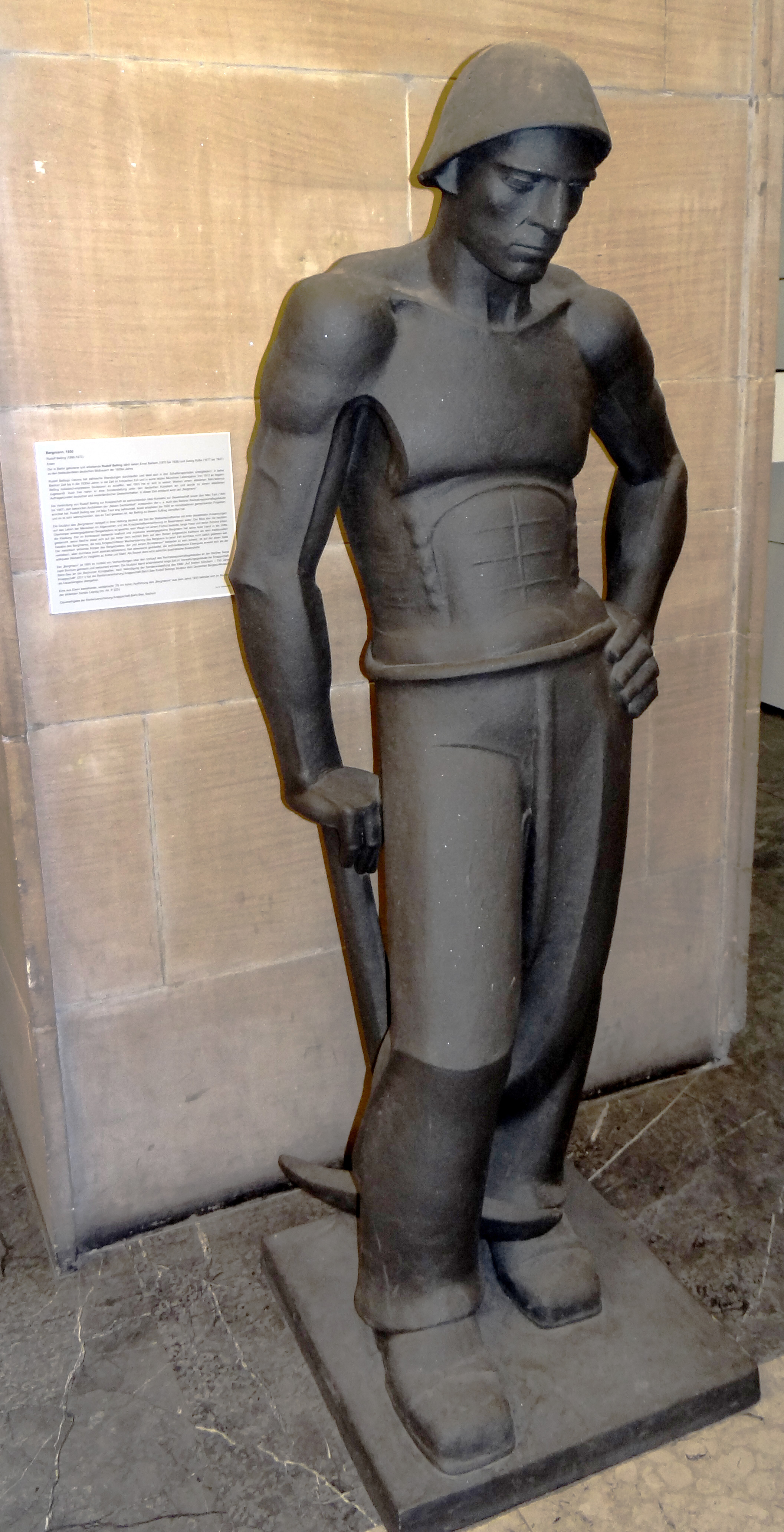
Górnik, 1930, Bergbau-Museums, Bochum
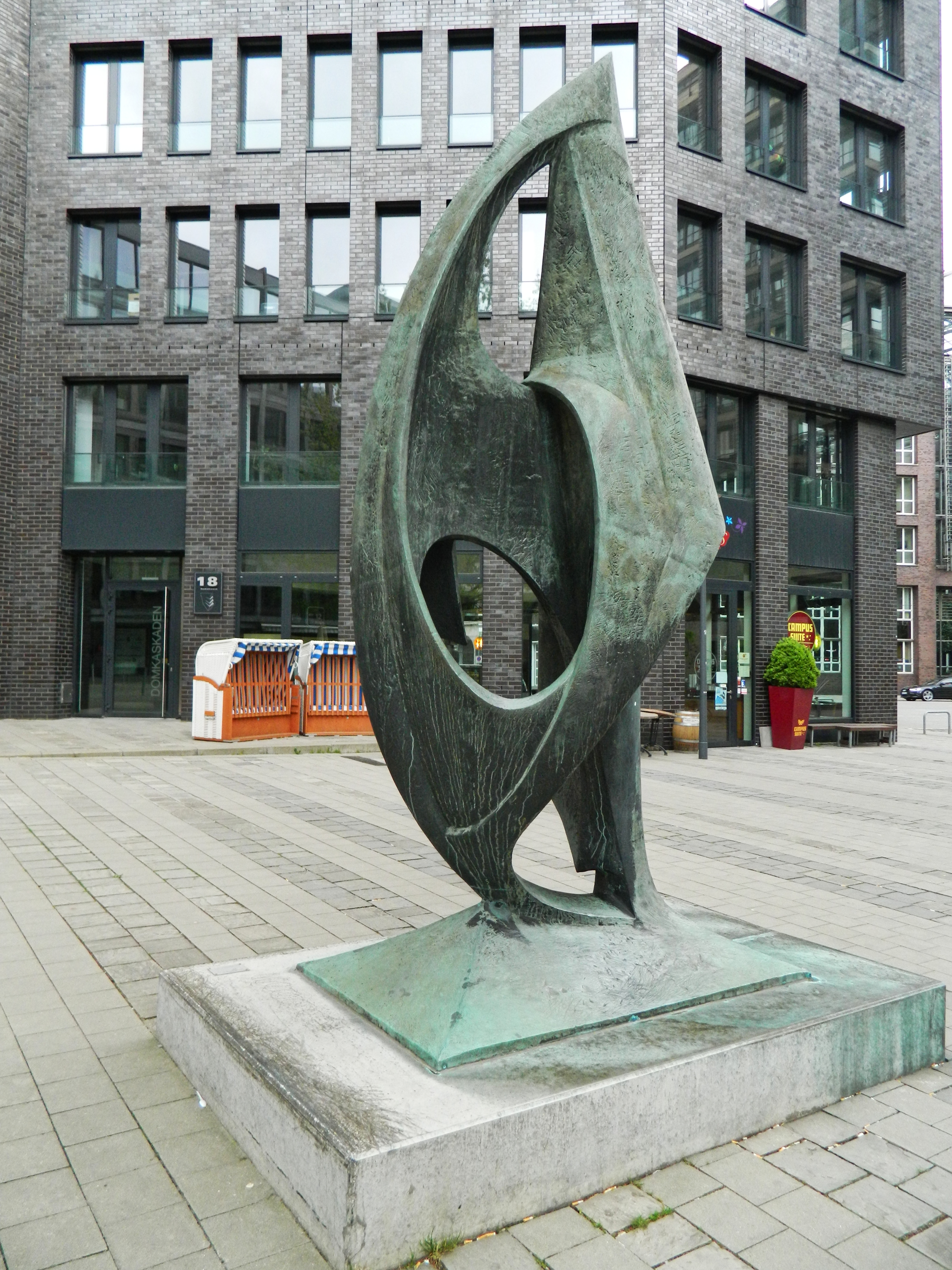
Segelmotiv, 1959, Hamburg
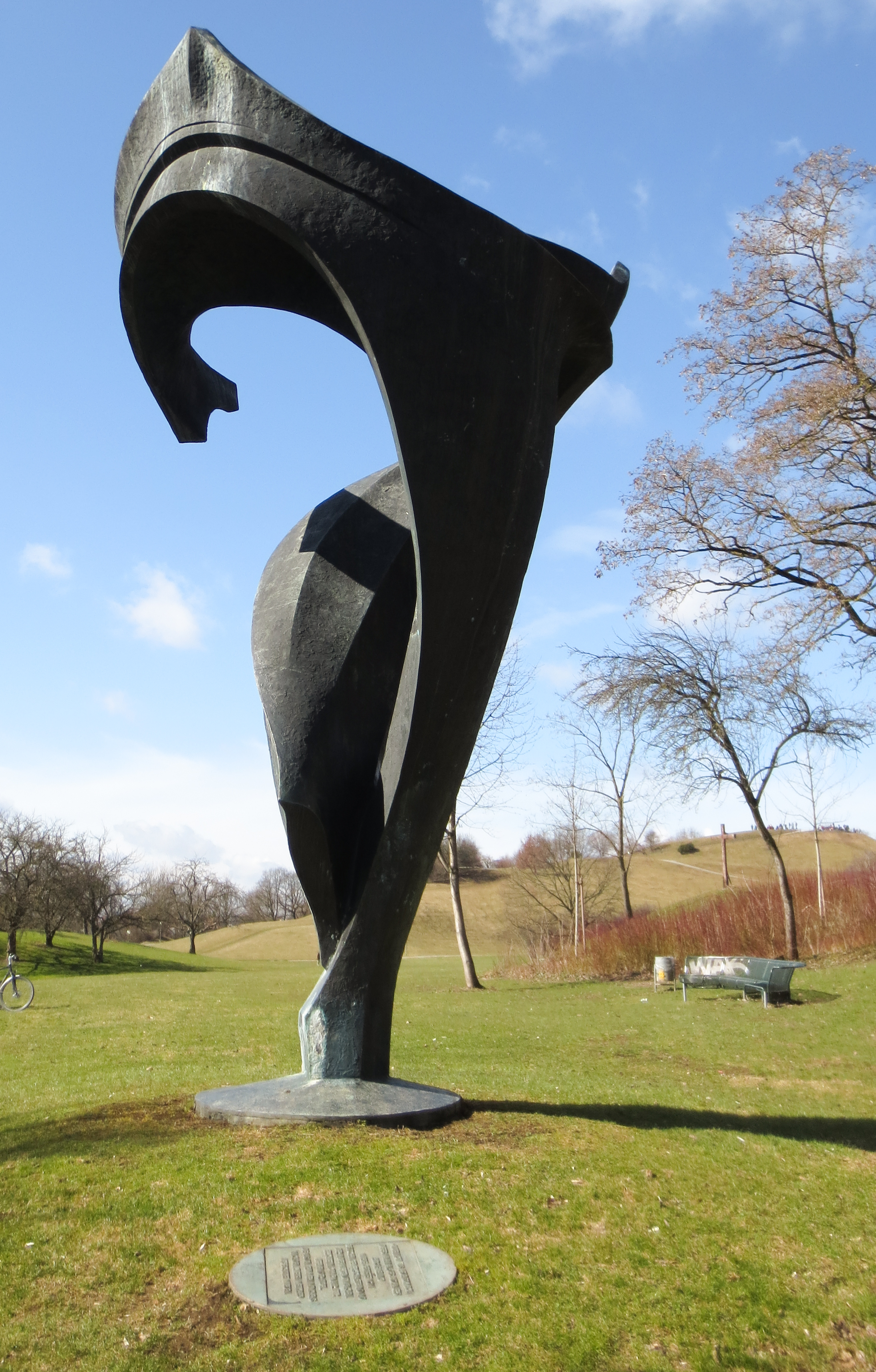
Schuttblume, 1972, Park olimpijski, Monachium